# Scicli
Scili là một thị trấn và đô thị nằm ở tỉnh Ragusa, đông nam Sicilia, miền nam Ý. Nó nằm cách Ragusa 25 kilômét (16 mi) và cách Palermo 308 kilômét (191 mi). Nó có dân số 27.051 người. Cùng với bảy thị trấn khác của Val di Noto, thị trấn được UNESCO công nhận là Di sản thế giới. Thị trấn tiếp giáp với Modica và Ragusa.

## Lịch sử
Các khu định cư ở Scili bắt nguồn từ thời đại đồ đồng và đồng sớm (thiên niên kỷ thứ 3 TCN đến thế kỷ 15 TCN). Thị trấn có lẽ được thành lập bởi người Sicel (hoặc có thể là tên người) vào khoảng năm 300 TCN.
Năm 864, thị trấn bị người Ả Rập chinh phục như là một phần trong Cuộc chinh phục Sicilia. Dưới sự cai trị của những người Ả Rập, thị trấn phát triển mạnh mẽ như là một trung tâm về thương mại và nông nghiệp. Theo nhà địa lý học Muhammad al-Idrisi, hàng hóa được vận chuyển từ Calabria, Châu Phi, Malta và nhiều nơi khác đến đây.
Năm 1091, thị trấn bị người Norman chinh phục trước người Ả Rập dưới thời của Roger I của Sicilia, sau một trận chiến khốc liệt. Thị trấn trở thành một đơn vị đồn trú của quân nổi dậy chống lại sự thống trị của Angevine trong cuộc nổi dậy Vespri Sicilia vào ngày 5 tháng 4 năm 1282. Sau nhiều triều đại cai trị vương quốc Sicilia, nó thuộc sở hữu của Nhà Aragon-Tây Ban Nha trước khi thống nhất và trở thành một phần của Vương quốc Ý và giữa thế kỷ 19. Sau trận động đất thảm khốc năm 1693, phần lớn thị trấn được xây dựng lại theo phong cách kiến trúc Baroque muộn, mang lại cho nó vẻ ngoài thanh lịch và thu hút khách du lịch tới đây.

## Điểm tham quan chính
- San Matteo là một nhà thờ nằm trên một ngọn đồi cùng trên trong khu phố cổ, nơi có tàn tích của một lâu đài Ả Rập-Norman.[7]
- Nhà thờ Santa Marìa la Nova là một công trình có mặt tiền mang kiến trúc tân cổ điển, bên trong là bức tượng gỗ Madonna của Pietà có nguồn gốc từ thời Đông La Mã.
- San Bartolomeo, là một nhà thờ mang kiến trúc Baroque.
- Sant'Ignazio, là một nhà thờ mang kiến trúc Baroque.
- San Michele Arcangelo, là một nhà thờ mang kiến trúc Baroque.
- Santa Maria la Nova, là một nhà thờ mang kiến trúc Baroque.
- Palazzo Fava, một trong những lâu đài Baroque và sớm nhất tại thị trấn đáng chú ý với cổng và ban công mang kiến trúc Baroque muộn.
- Tòa thị chính, Palazzo Spadaro và Palazzo Beneventano, tất cả đều có những họa tiết mang kiến trúc Baroque muộn